# Kent Ferguson
Kent Monroe Ferguson (* 9. März 1963 in Cedar Rapids) ist ein ehemaliger US-amerikanischer Wasserspringer. Er startete im Kunstspringen vom 1-m- und 3-m-Brett. Ferguson nahm einmal an Olympischen Spielen teil und wurde im Jahr 1991 Weltmeister.
Ferguson begann mit elf Jahren mit dem Wasserspringen. Er feierte im Jahr 1991 seine ersten und zudem größten sportlichen Erfolge. Er nahm in Perth erstmals an der Weltmeisterschaft teil. Vom 3-m-Brett wurde er vor Tan Liangde und Albin Killat Weltmeister. Im gleichen Jahr startete er in Havanna auch bei den Panamerikanischen Spielen und gewann erneut den Wettbewerb vom 3-m-Brett. Im folgenden Jahr qualifizierte sich Ferguson für die Olympischen Spiele in Barcelona. Er startete auch hier vom 3-m-Brett und erreichte das Finale, wo er schließlich Fünfter wurde.
In den folgenden Jahren verpasste Ferguson, bedingt durch eine Rückenverletzung, die Saisonhöhepunkte. Erst 1996 kehrte er zurück, konnte sich jedoch nicht für die Olympischen Spiele in Atlanta qualifizieren. Sein letzter internationaler Wettkampf war die Weltmeisterschaft 1998 in Perth, wo er erstmals im 3-m-Synchronspringen antrat und Fünfter wurde.
Ferguson gewann sechs nationale Meistertitel.